# Mala Tokmachka
Mala Tokmachka (en ucraniano: Мала Токмачка, lit. 'pequeña Tokmak'; en ruso: Малая Токмачка, romanizado: Malaya Tokmachka) es un pueblo ucraniano perteneciente al óblast de Zaporiyia. Situado en el sur del país, forma parte del raión de Pologi y es centro del municipio (hromada) homónimo.

## Geografía
Mala Tokmachka se encuentra en el río Konka, a 12 km de Oríjiv y 70 km al sureste de Zaporiyia.  

## Historia
Mala Tokmachka fue fundada en 1783 bajo el Imperio ruso en el sitio de un antiguo asentamiento nogayo por inmigrantes de las gobernaciones de Chernígov, Poltava y Kiev. En 1802, Mala Tokmachka fue asignada a la gobernación de Táurida y, en 1842, pasó a formar parte uyezd de Berdiansk dentro de la gobernación. 
Durante la Primera Guerra Mundial y la guerra civil rusa, el asentamiento cambió de manos entre facciones en guerra varias veces. Como resultado del Holodomor, se documentó la muerte de 281 personas en Mala Tokmachka.
En la Segunda Guerra Mundial, Mala Tokmachka estuvo ocupada por la Alemania nazi entre octubre de 1941 y septiembre de 1943. 
Hasta el 18 de julio de 2020, Malínivka formaba parte del raión de Juliaipole. El raión se abolió en julio de 2020 como parte de la reforma administrativa de Ucrania, que redujo el número de rayones del óblast de Zaporiyia a cinco. El área de raión de Juliaipole se fusionó con el raión de Pologi.
Al comienzo de la invasión rusa de Ucrania en 2022, Mala Tokmachka se convirtió en un asentamiento de primera línea durante el avance inicial de Rusia en el país. La población se reduciría debido a la proximidad de los combates a la aldea y al constante bombardeo ruso que destruyó gran parte de la infraestructura y los servicios públicos locales.El 7 de junio de 2023, las fuerzas ucranianas intentarían por primera vez alejar los combates del asentamiento durante la contraofensiva ucraniana de 2023 en el sur. El ataque resultó fallido resultaría, con hasta 25 vehículos ucranianos resultaran dañados o destruidos. A pesar del revés original, el general de brigada ucraniano Oleksii Hromov afirmaría que las fuerzas ucranianas habían avanzado hasta 3 km cerca del asentamiento desde que comenzó su contraofensiva.
El 27 de julio de 2025 fue liberada por las Fuerzas Armadas de Ucrania.

## Demografía
La evolución de la población de Mala Tokmachka entre 1886 y 2016 fue la siguiente:
| 3534                                                          | 4406 | 3447 | 3037 | 3005 |
| (Fuente: Cities & Towns of Ukraine y UKRAINE: Größere Städte) |      |      |      |      |

Según el censo de 2001, la lengua materna de la mayoría de los habitantes, el 96,1%, es el ucraniano; y del 3,8%, el ruso.

## Economía
En Mala Tokmachka hay una fábrica de ladrillos.

## Infraestructura

### Transporte
Por Mala Tokmachka pasa la carretera territorial T-08-15 y también tiene una estación de tren en la línea ferroviaria Krivói Rog - Komish Zoria.